# フリーキャンパスKYOTO
フリーキャンパスKYOTOは、KBS京都で放送された若者向け深夜放送である。
ハイヤングKYOTO (第一期)の後番組として1987年4月に開始。月曜～日曜の毎日にわたって放送。放送時間は一部を除いて22:00～25:00の3時間番組。
1988年3月に終了。後番組はミュージックステーション。

## 概要
通称『フリキャン』。新機軸として各曜日毎に京都にある七校の大学のうち一校ずつ提携し、その在学生やOBを出演させる「大学対抗エール交換」というコーナー（各曜日ごとに出場する大学を決め、面白いサークルやそこに所属する学生、面白い学生たちをスタジオに呼んで競わせる企画）や、大学祭やディスコなど大学生の関心事などを扱っていた「TODAYトピックス」を設け、学生の街・京都と言う地域性を前面に打ち立てた。当時、大学生になったら若者向けラジオを聴かなくなるという流れもあったことから、これまで手薄と言われた大学生のリスナー層の獲得とラジオ離れの防止を狙っての試みもあったとされる。また、かける曲のジャンルも各曜日ごとのパーソナリティのイメージに合わせて、月曜 - ジャズ、火曜 - オールリクエスト、水曜 - 歌謡曲、木曜 - ポップス、金曜 - ロック、土曜 - ニューミュージック、日曜 - 歌謡曲、とされていた。
その他コーナーは「宝捜しコーナー」、「とらばーゆコーナー」、「京都市内シミュレーションゲーム」、「街角フォーカス」などがあった。
しかし、大学生の番組進行には限界があり、聴取率もハイヤン第一期時代と比べて急落する。
後に大学との提携色を薄めてハイヤングKYOTOに近い番組形式に戻されるが、結局わずか1年で番組終了となる。

## パーソナリティー
放送時間は、注記のあるもの以外は22:00 - 25:00。

### 月曜日
- 越前屋俵太（ - 87年9月）
- みのや雅彦（87年10月 - ）

### 火曜日
- 桂文珍

### 水曜日
- 茂山あきら（狂言）
- 槍魔栗三助（現・生瀬勝久）

### 木曜日
- 清水圭・和泉修
  - 本編は24:15まで。圭・修は引き続き24:15 - 25:00のTDK提供枠『TDK'Sタイムトンネル ミュージック探偵局』にも出演。

### 金曜日
- 徳永英明
- NATSU
  - 本編は24:00まで。徳永とNATSUは引き続き24:00 - 25:00の『フリーキャンパスKYOTOパートII ヒデとナツのDATE BOX』（イズミヤキョート提供）にも出演。
  - ※徳永がこの番組に出演中に出したシングル『輝きながら…』が大ヒットした結果、本職の歌手業の仕事が殺到して、この番組を度々欠席せざるを得ない状況になってしまった。そのお詫びの意味を込めて、後の『はいぱぁナイト』が放送されていた当時、1回だけの特番が放送された。

### 土曜日
- 森脇健児
  - 本編は24:00まで。森脇は引き続き24:00 - 24:45の『フリーキャンパスKYOTOパートII ビブレサタデーナイト』（河原町ビブレ提供）にも出演。

### 日曜日
- 三井雅弘 (TOPS)
  - ※放送時間は22:00 - 24:30。